# Prior Lake
Prior Lake is een plaats (city) in de Amerikaanse staat Minnesota, en valt bestuurlijk gezien onder Scott County.

## Demografie
Bij de volkstelling in 2000 werd het aantal inwoners vastgesteld op 15.917.
In 2006 is het aantal inwoners door het United States Census Bureau geschat op 22.674, een stijging van 6757 (42.5%).

## Geografie
Volgens het United States Census Bureau beslaat de plaats een oppervlakte van
41,6 km², waarvan 35,0 km² land en 6,6 km² water. Prior Lake ligt op ongeveer 282 m boven zeeniveau.

## Plaatsen in de nabije omgeving
De onderstaande figuur toont nabijgelegen plaatsen in een straal van 16 km rond Prior Lake.